# Мартынов, Иван Петрович
Иван Петрович Мартынов (30 августа 1923 — 6 апреля 2014) — генерал-лейтенант Советской армии, участник Великой Отечественной войны, Герой Советского Союза (1945).

## Биография
Родился в селе Новая Маячка. Окончил десять классов школы.
В 1940 году Мартынов был призван на службу в Рабоче-крестьянскую Красную армию. Учился в Одесском пехотном училище. С июля 1941 года, ещё будучи курсантом, участвовал в боях Великой Отечественной войны. В боях шесть раз был ранен, четыре из них — тяжело. Участвовал в Курской битве. Весной 1944 года посмертно представлялся к званию Героя Советского Союза, однако представление удовлетворено не было.
К январю 1945 года гвардии майор Иван Мартынов командовал дивизионом 313-го гвардейского артиллерийского полка 121-й гвардейской стрелковой дивизии 13-й армии 1-го Украинского фронта. Отличился во время форсирования Одера. 27 января 1945 года дивизион Мартынова переправился через Одер в районе населённого пункта Кёбен (ныне — Хобеня в 15 километрах к северу от Сцинавы) и принял активное участие в боях за захват и удержание плацдарма на его западном берегу, уничтожив 1 танк, 3 БТР, 12 пулемётов, 16 автомашин и более 130 солдат и офицеров противника. В тех боях Мартынов получил тяжёлое ранение, но продолжал сражаться.
Указом Президиума Верховного Совета СССР от 10 апреля 1945 года за «образцовое выполнение боевых заданий командования на фронте борьбы с немецкими захватчиками и проявленные при этом мужество и героизм» гвардии майор Иван Мартынов был удостоен высокого звания Героя Советского Союза с вручением ордена Ленина и медали «Золотая Звезда» за номером 8891.
После окончания войны продолжил службу в Советской Армии. В 1949 году он окончил Высший военно-педагогический институт, в 1962 году — Военную академию Генерального штаба. С мая 1979 года занимал должность начальника политотдела Главного управления специального строительства Министерства обороны СССР. В сентябре 1985 года в звании генерал-лейтенанта вышел в отставку. Проживал в Москве, активно занимался общественной деятельностью.
Умер 6 апреля 2014 года. Похоронен на Федеральном военном-мемориальном кладбище в Мытищах.
Почётный гражданин Каховки и Мценска. Был также награждён орденом Октябрьской Революции, четырьмя орденами Красного Знамени, орденами Александра Невского, Отечественной войны 1-й и 2-й степеней, Красной Звезды, «За службу Родине в Вооружённых Силах СССР» 3-й степени, рядом медалей.